# Potok Kolibkowski
Potok Kolibkowski (Kolibianka, kaszb. Kòlibsczô Strëga) – potok w całości płynący w Gdyni o długości 2 kilometrów, całkowitej powierzchni zlewni 2,2 km² i średnim przepływie wynoszącym 0,03 m³/s.
Źródła potoku znajdują się na obszarze leśnym otuliny Trójmiejskiego Parku Krajobrazowego przy granicy dwóch dzielnic. Źródło najbardziej wysunięte na zachód znajduje się w granicach dzielnicy Mały Kack, a mniejsze źródła, będące kolejnymi dopływami znajdują się Orłowie. Potok przepływa w sąsiedztwie zabudowy jednorodzinnej na południu Orłowa, a następnie kolektorem pod linią kolejową SKM i Aleją Zwycięstwa w sąsiedztwie Trójmiejskiego Centrum Handlowego Klif. Na terenie zespołu dworsko-parkowego w Kolibkach potok wypływa z kanału do stawu młyńskiego, powstałego poprzez spiętrzenie wód, który jest częścią dawniej funkcjonującego w tym miejscu młyna wodnego. Za ścianą spiętrzającą wodę znajdują się pozostałości infrastruktury młyna wraz z uregulowanym korytem. Dalej potok spływa jarem, a w jego górnej części, po prawej stronie można zaobserwować dawne koryto. Potok uchodzi do Zatoki Gdańskiej pod powierzchnią ziemi – na skraju lasu wody potoku spływają do kolektora i wypływają rurą w odległości około 5 metrów od brzegu.
Pod względem podziału fizycznogeograficznego źródła znajdują się w strefie krawędziowej Pojezierza Kaszubskiego, a następnie potok przepływa Obniżeniem Redłowskim (część Pobrzeża Kaszubskiego).
W przeszłości okolice ujścia Potoku Kolibkowskiego były miejscem lokalizacji przystani rybackich.

## Galeria

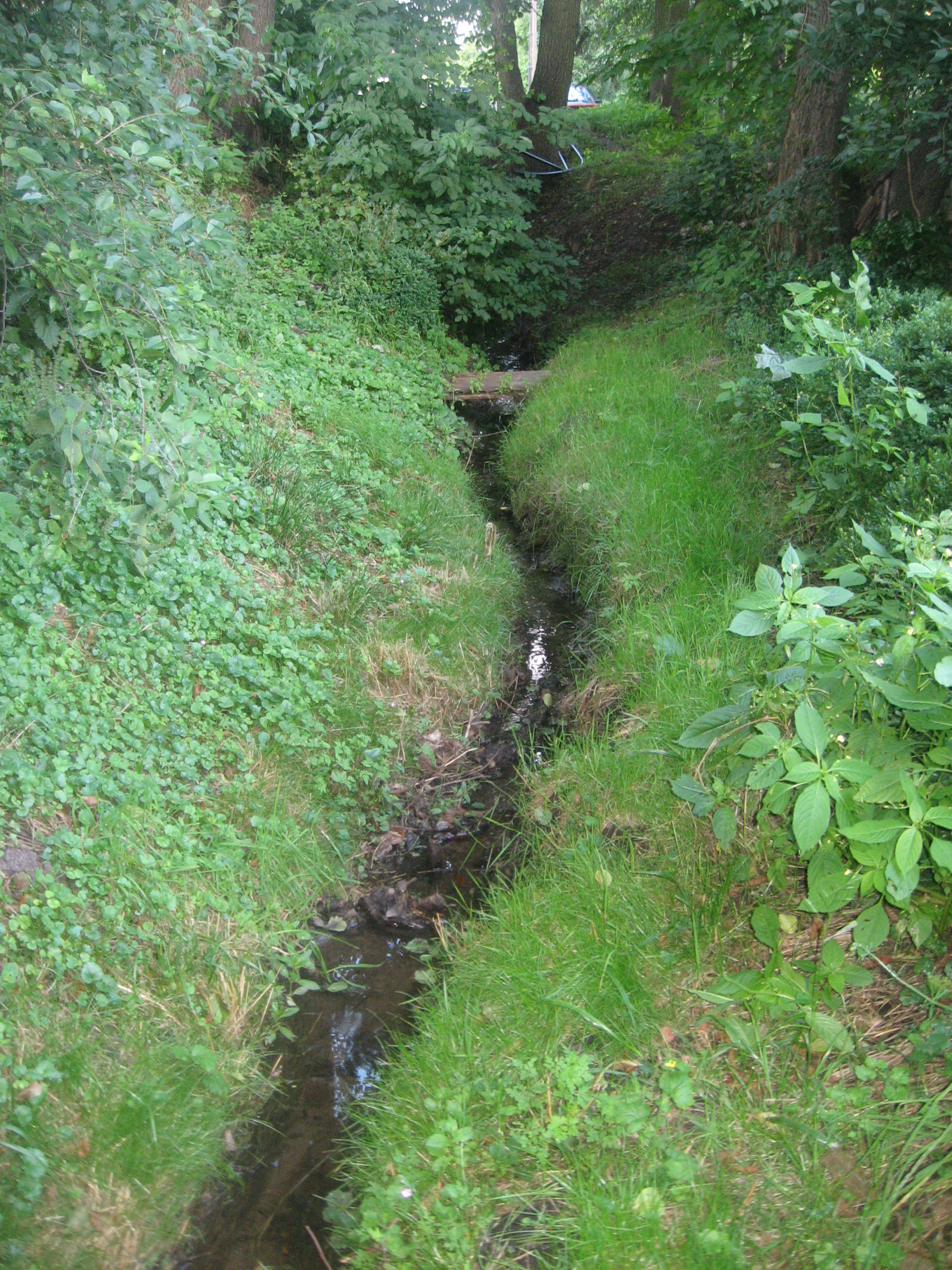
górny bieg potoku w okolicach ulicy Inżynierskiej
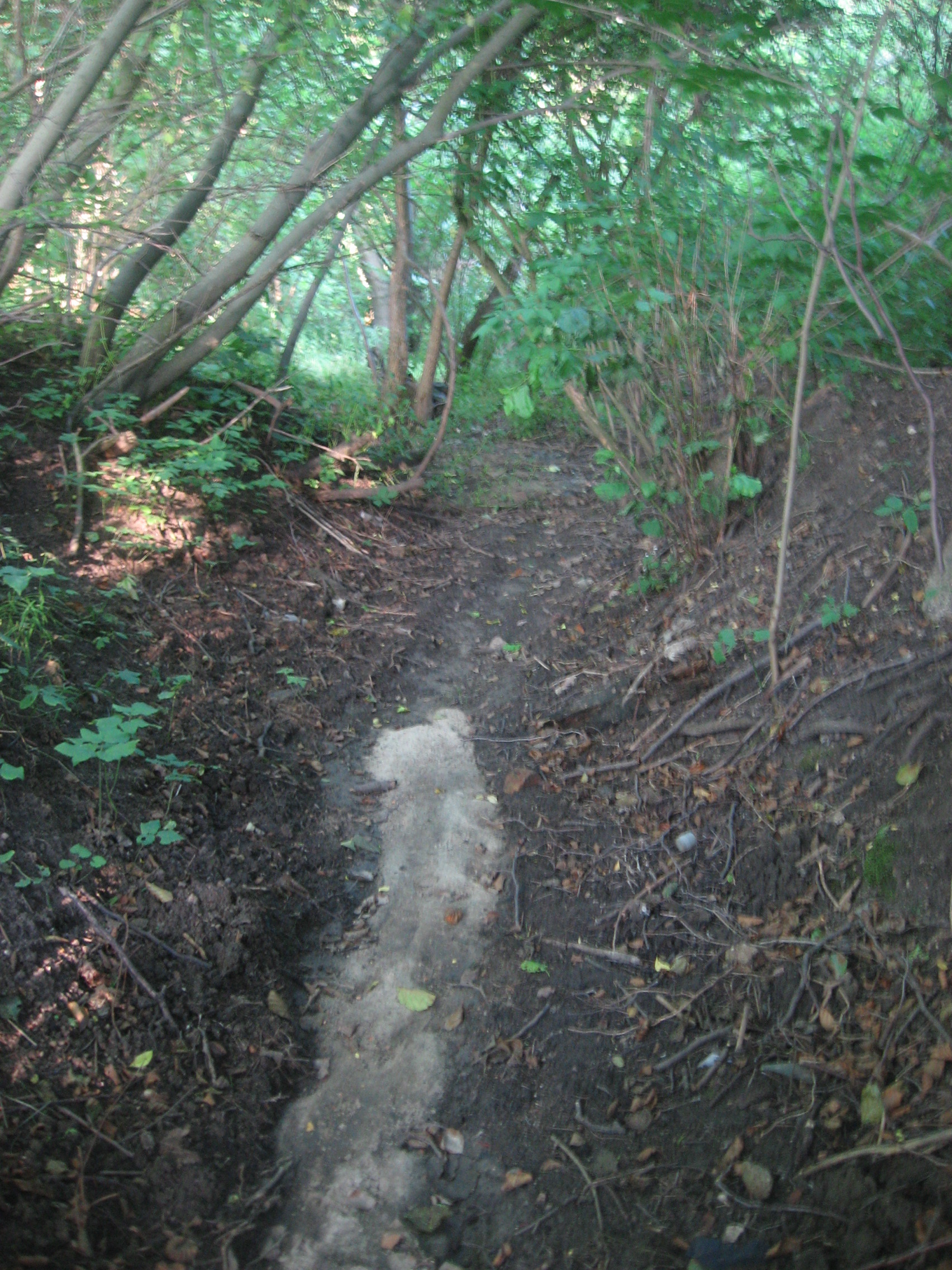
suche koryto jednego z dopływów
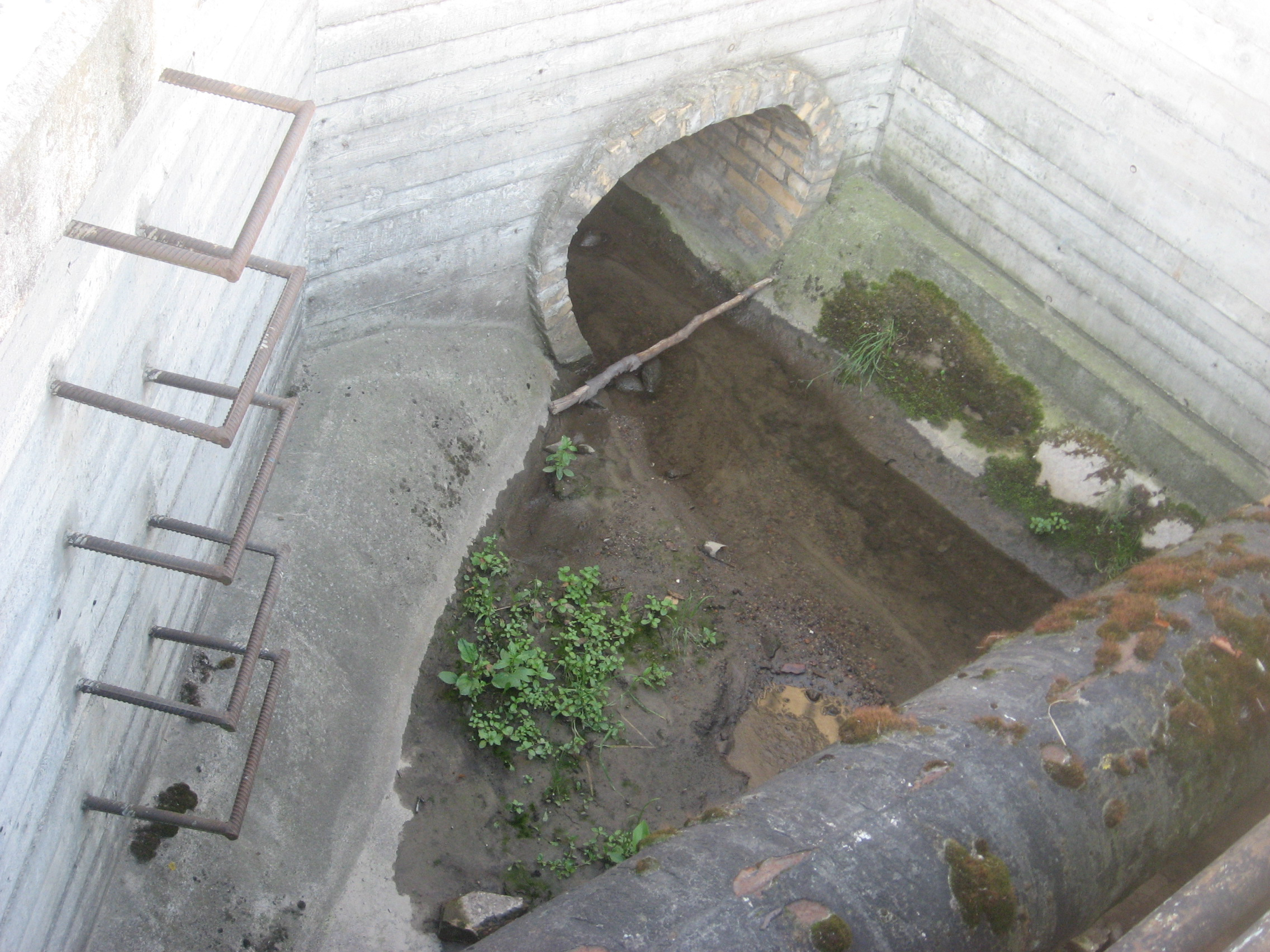
fragment odsłoniętego kanału pomiędzy al. Zwycięstwa a zespołem pałacowo-parkowym Kolibki
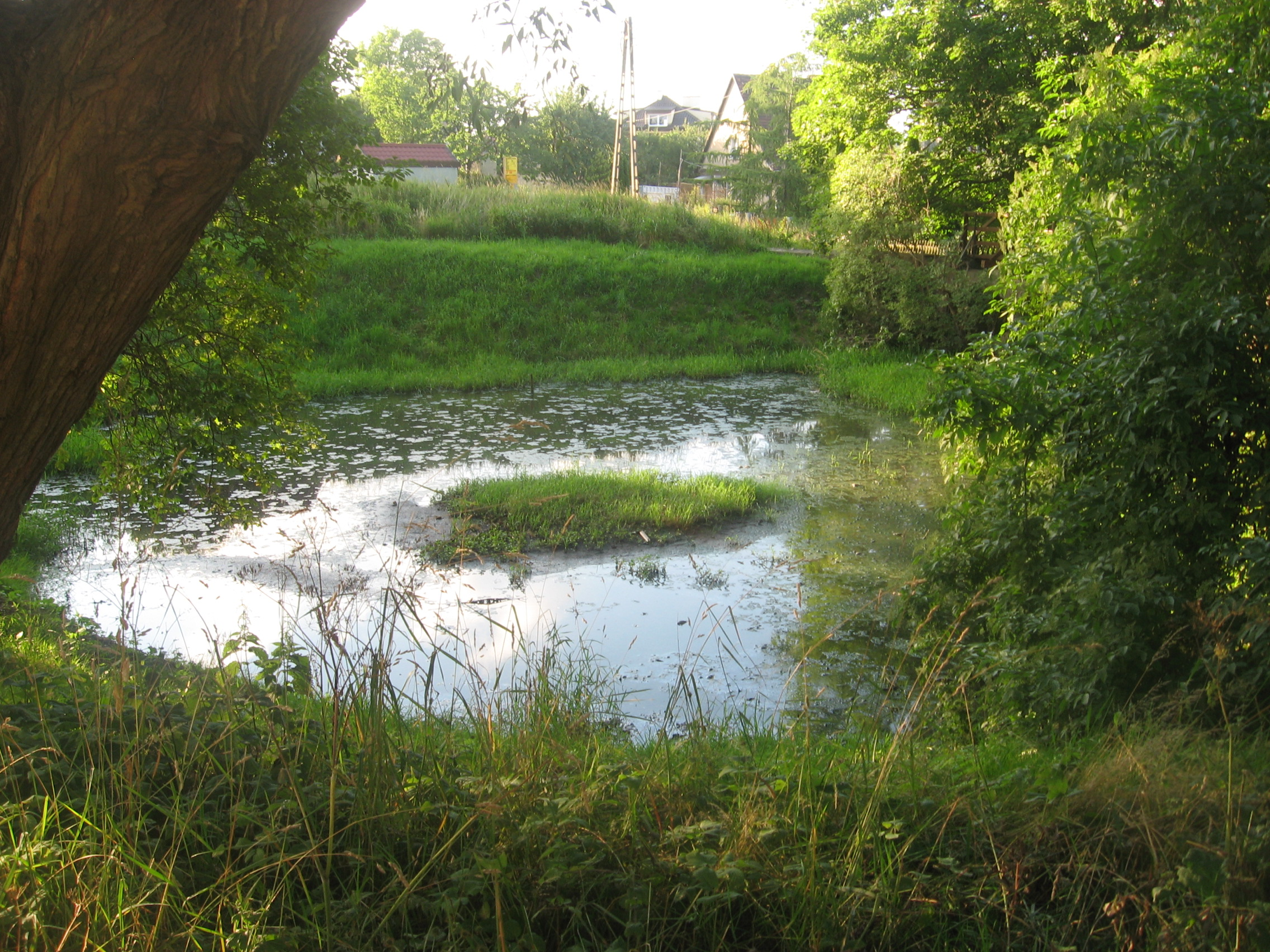
zbiornik wodny przed dawnym młynem wodnym
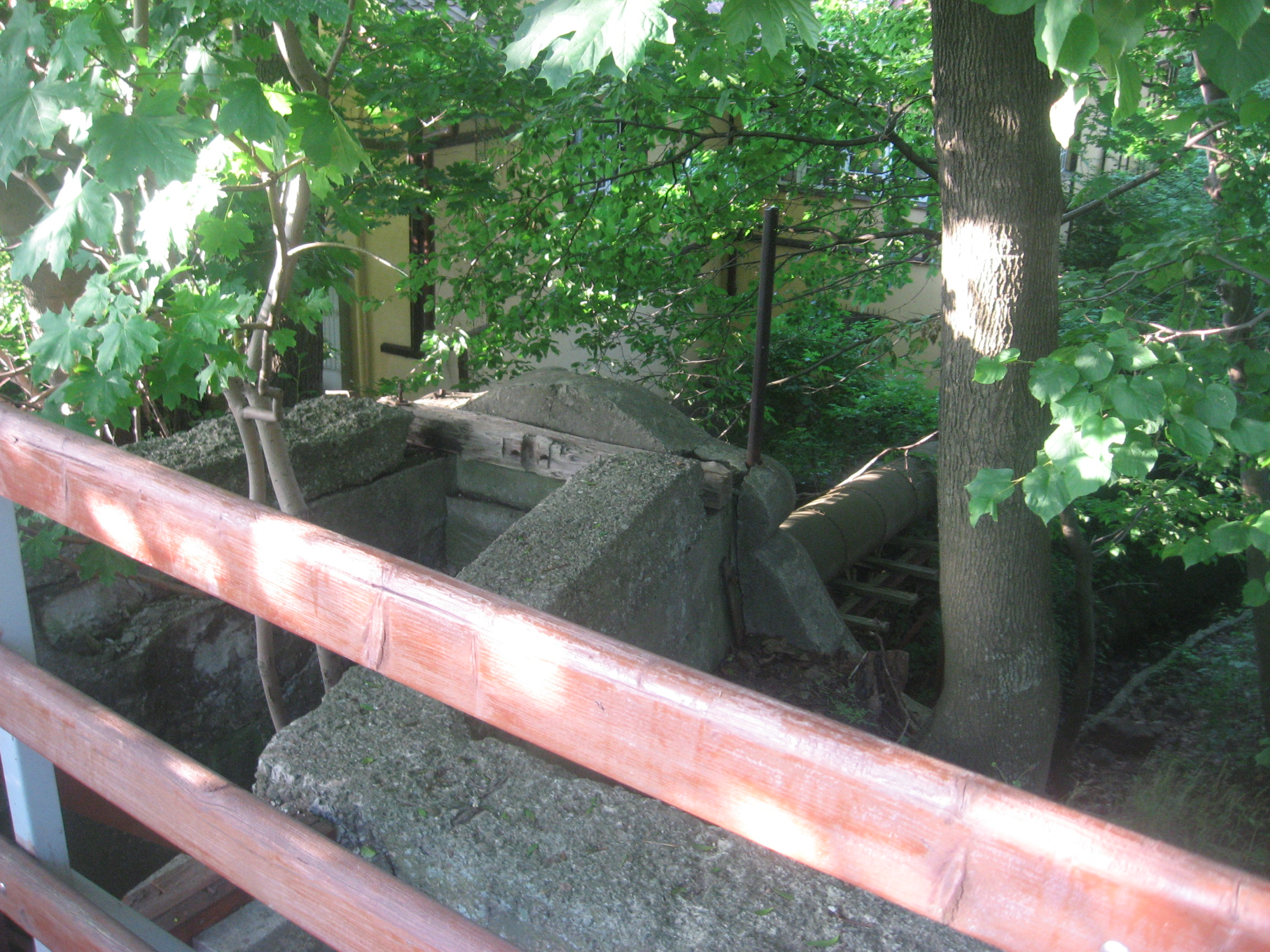
pozostałości młyna wodnego
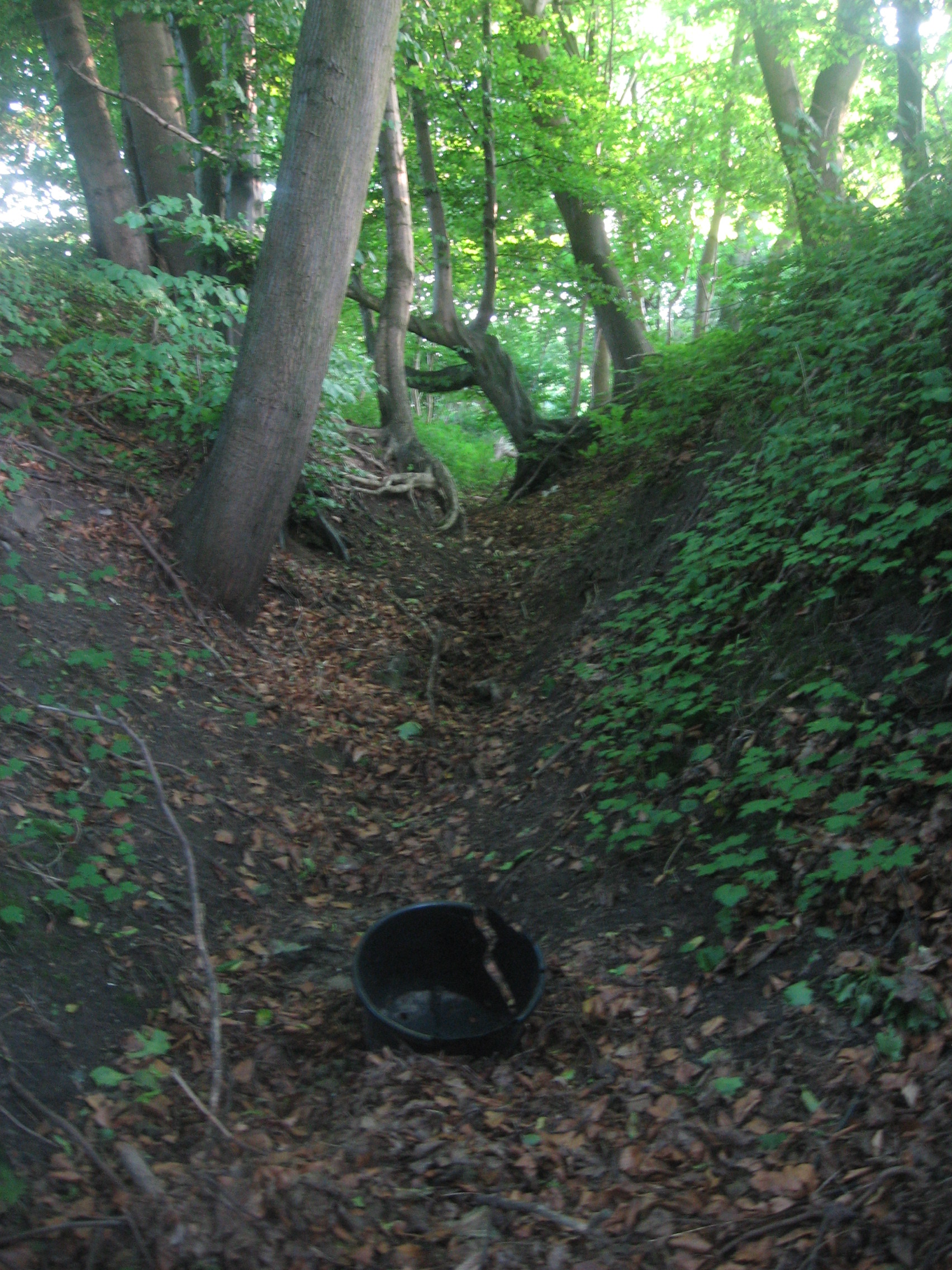
dawne koryto, znajdujące się za młynem wodnym po prawej stronie jaru
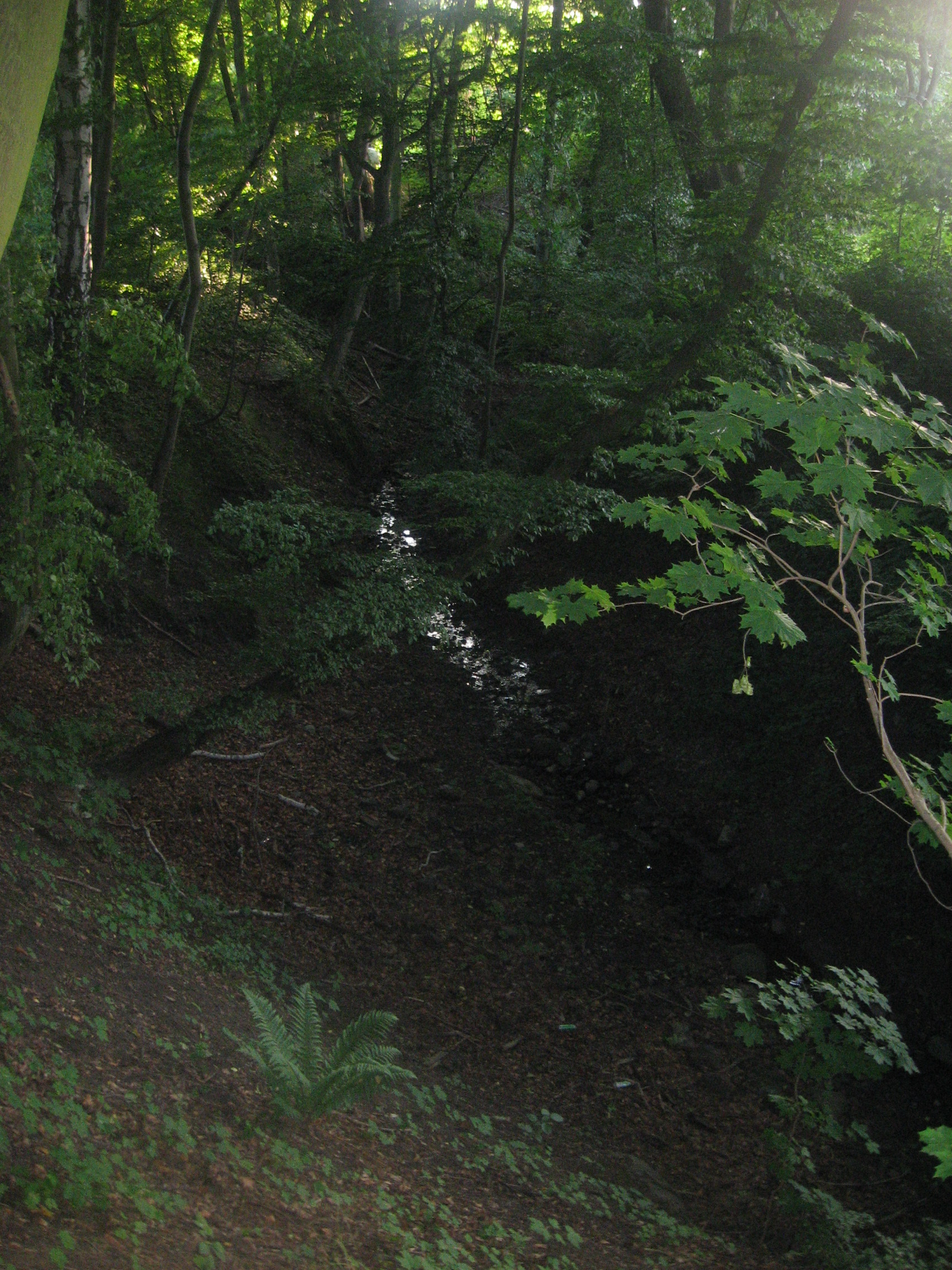
dolny bieg potoku w jarze
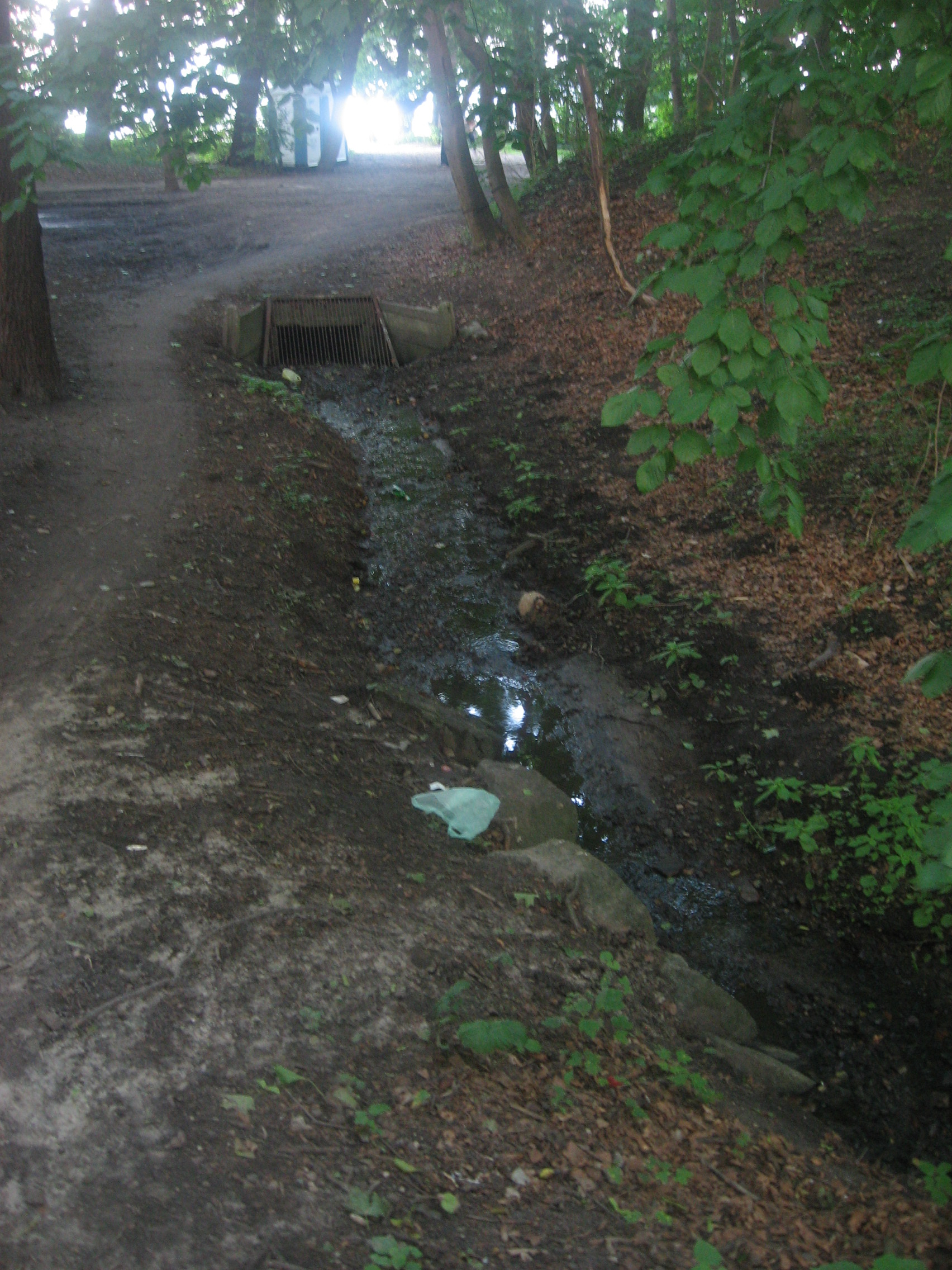
okolice ujścia do Zatoki Gdańskiej